# سوتا ناکازاوا
سوتا ناکازاوا (انگلیسی: Sota Nakazawa؛ زادهٔ ۲۶ اکتبر ۱۹۸۲) بازیکن فوتبال اهل ژاپن است.
از باشگاه‌هایی که در آن بازی کرده‌است می‌توان به باشگاه فوتبال سرزو اوساکا، باشگاه فوتبال کاوازاکی فرونتال، باشگاه فوتبال کاشیوا ریسول، باشگاه فوتبال توکیو، و باشگاه فوتبال گامبا اوساکا اشاره کرد.
وی همچنین در تیم ملی فوتبال زیر ۲۰ سال ژاپن بازی کرده‌است.